# Рідколист
Рідколист (Gymnocolea) — рід печіночників родини незірколистових (Anastrophyllaceae).
Рід має поширення в північній півкулі.

## Види
Види:
- Gymnocolea acutiloba (Schiffn.) Müll.Frib.
- Gymnocolea borealis (Frisvoll & Moen) R.M.Schust.
- Gymnocolea fascinifera Potemkin
- Gymnocolea inflata (Huds.) Dumort.
- Gymnocolea marginata (Stephani) S.Hatt.